# Tadeusz Szadeberg

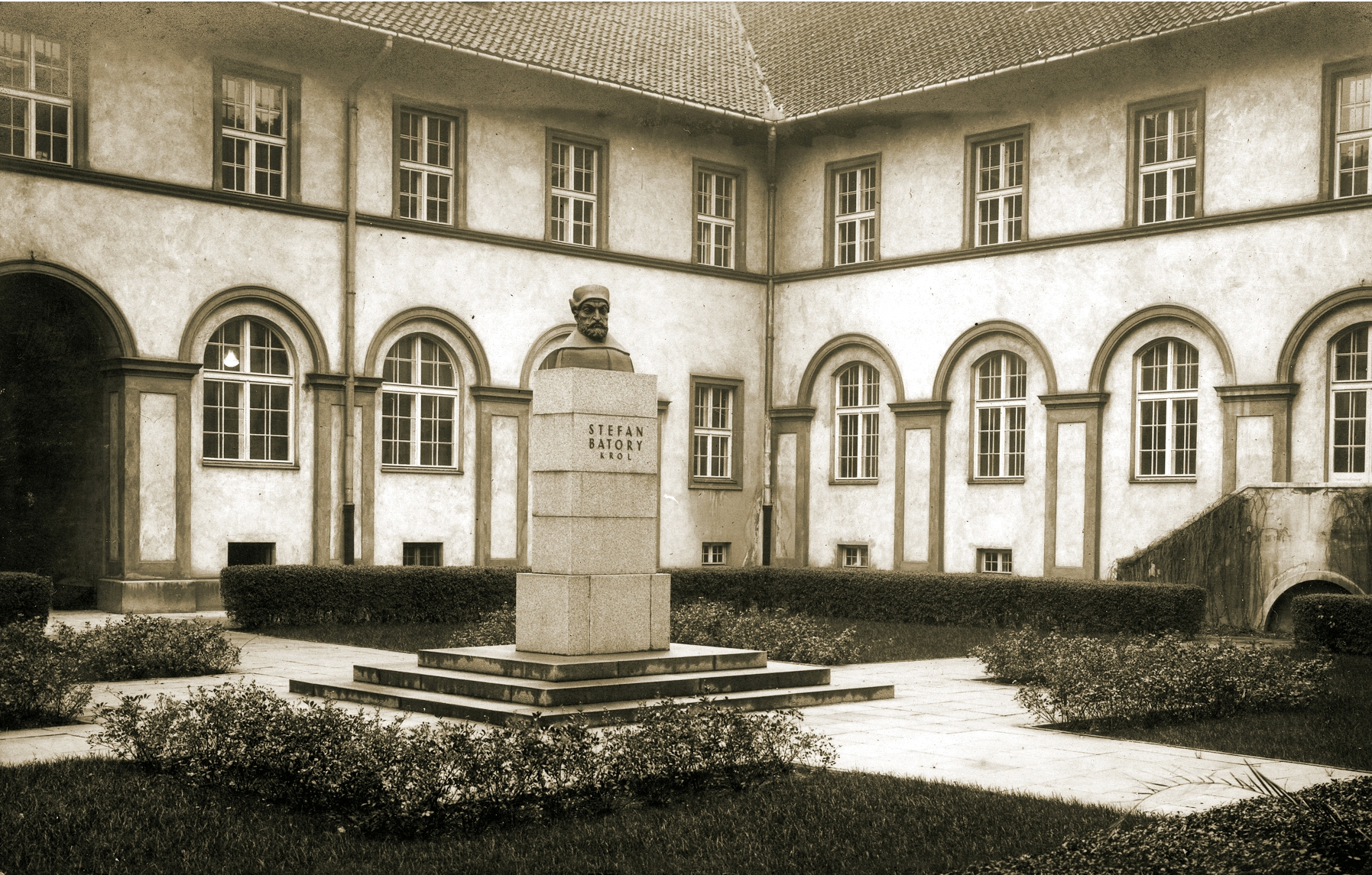
Pomnik króla Stefana Batorego na dziedzińcu I Państwowego Gimnazjum i Liceum jego imienia w Warszawie

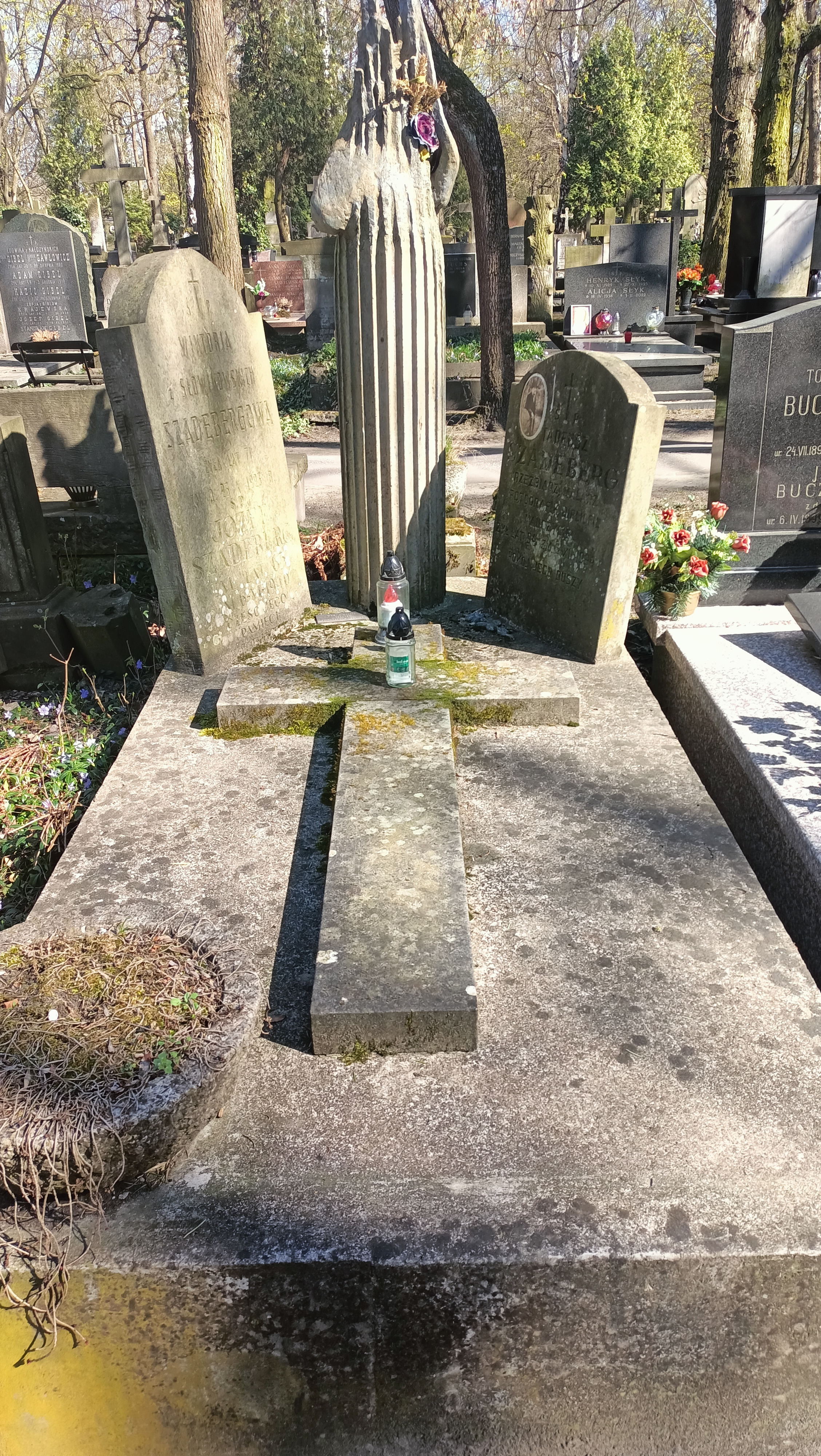
Grób Tadeusza Szandberga na cmentarzu Powązkowskim w Warszawie

Tadeusz Szadeberg (ur. 24 stycznia 1901 we Włocławku, zm. 5 grudnia 1994 w Warszawie – polski malarz, rzeźbiarz, fotografik, pedagog.

## Życiorys
Od najwcześniejszych lat przebywał w Warszawie, gdzie uczęszczał do Gimnazjum Realnego Aleksandra Rontalera. Po ukończeniu gimnazjum naukę kontynuował w Szkole Sztuk Zdobniczych i Malarstwa i w prywatnej szkole malarskiej Konrada Krzyżanowskiego. W 1920 roku jako ochotnik uczestniczył w wojnie polsko-sowieckiej. Od 1922 roku studiował rzeźbę w Szkole Sztuk Pięknych w Warszawie. W tym samym czasie uczęszczał na wykłady z archeologii na Uniwersytecie Warszawskim.
W 1923 roku rozpoczął pracę w dziedzinie reklamy, projektował wnętrza i pawilony wystawowe. W 1924 wyjechał na stypendium do Włoch. W 1929 roku zostaje laureatem pierwszej nagrody w ogólnopolskim konkursie „Wielcy Polacy” za rzeźbę portretową „Rewolucjonista Mirecki". Wygrywa konkurs na rzeźbę - pomnik Stefana Batorego, który w 1933 roku, z okazji 400-lecia urodzin króla zostaje odsłonięty na wewnętrznym dziedzińcu gmachu szkolnego I Państwowego Gimnazjum i Liceum im. Stefana Batorego w Warszawie. Od 1929 roku należał do komercyjnej spółdzielni rzeźbiarskiej „Forma”. W 1930 roku ukończył studia, otrzymał również pierwsze miejsce w konkursie za „Portret aktorki” – głowa Grety Garbo. Został członkiem Związku Polskich Artystów Plastyków. Od 1936 roku pracował jako nauczyciel techniki reklamy w Państwowym Gimnazjum Kupieckim oraz w Państwowym Instytucie Robót Ręcznych w Warszawie. W 1937 roku otrzymał nagrodę za „Portret Prezydenta” – popiersie Ignacego Mościckiego. Podczas okupacji prowadził tajne nauczanie oraz m.in. wykonywał fałszywe dokumenty. W wyniku działań wojennych wiele z jego prac zostało zniszczonych. Po upadku powstania warszawskiego wyjechał do Krakowa, w styczniu 1945 powrócił do Warszawy. Jako fotograf dokumentował zniszczoną stolicę. Był prekursorem kolorowej fotografii. W 1948 roku otrzymał dyplom Akademii Sztuk Pięknych w Warszawie w zakresie malarstwa. Uczył w Łodzi i Warszawie. W latach 1945-1950 uczył rysunków w Państwowym Gimnazjum i Liceum im. Stefana Batorego w Warszawie. Od lat 60. zajmował się malarstwem.
Wystawy swoich prac organizował głównie w Warszawie, ostatnia wystawa odbyła się w 1991 roku. W 1992 roku swój dorobek przekazał Muzeum Ziemi Kujawskiej i Dobrzyńskiej we Włocławku. Pojedyncze prace znajdują się w Warszawie w Muzeum Narodowym, Bibliotece Narodowej i Muzeum Historycznym, oraz w prywatnych kolekcjach w Polsce.
Zmarł 5 grudnia 1994 roku w Warszawie, został pochowany na Powązkach (kwatera 51-2-18).